# Afsked (film fra 1981)
 For alternative betydninger, se Afsked. (Se også artikler, som begynder med Afsked)
Afsked (russisk: Прощание) er en sovjetisk spillefilm fra 1981 af Larisa Sjepitko og Elem Klimov.

## Medvirkende
- Stefanija Stanjuta som Darja
- Lev Durov som Pavel Pinegin
- Aleksej Petrenko som Vorontsov
- Leonid Krjuk som Petrukja
- Vadim Jakovenko som Andrej Pinegin